# Робертс, Лоуренс
Лоуренс Робертс (англ. Lawrence Gilman Roberts; 21 декабря 1937, Коннектикут США — 26 декабря 2018, Редвуд-Сити, США) — американский инженер и учёный в области информационных технологий и компьютерных сетей. В начале карьеры занимался распознаванием образов и разработал перекрёстный оператор Робертса. В дальнейшем стал одним из основателей ARPANET — предшественника современного Интернета.
Получил в MIT три степени в области электротехники: степень бакалавра в 1959 году, степень магистра в 1960 году и степень доктора философии в 1963 году.

## Награды
- Мемориальная премия Гарри Гуда (1976)
- Премия Уоллеса Макдауэлла (1990)
- SIGCOMM Award (1998)
- Премия Чарльза Старка Дрейпера (2001)
- Премия принцессы Астурийской (2002)
- C&C Prize (2005)
- Зал славы Интернета (2012)[7].